# Астенодіпсас червоноокий
Астенодіпсас червоноокий (Asthenodipsas vertebralis) — неотруйна змія з роду Астенодіпсас родини Pareatidae. Цей вид раніше включали до складу роду Pareas.

## Опис
Загальна довжина досягає 40 см. Голова велика з коротким і заокругленим носовим відділом. Тулуб тонкий, сплощений з боків з яскраво вираженим кілем по хребту. Луска спинного рядку помітно збільшені у порівнянні з іншими. Хвіст відносно короткий. Очі великі, опуклі з темно-червоною райдужною оболонкою. 
У забарвленні переважають темно-коричневі та бурі кольори. Черево світліше за спину. Боки тулуба перетинають численні темні вертикальні смуги з нечіткими межами. Розширена луска спинного ряду світла.

## Спосіб життя
Полюбляє рівнинні тропічні ліси. Веде наземний спосіб життя. Активний вночі. День проводить, зарившись у лісову підстилку. Харчується черевоногими молюсками. 
Це яйцекладна змія. Самка відкладає до 5 яєць. 

## Розповсюдження
Мешкає на Малаккській півострові та островах Суматра та Калімантан. 